# میناردس
میناردس (انگلیسی: Menards) شرکت خرده‌فروشی آمریکایی است، که در سال ۱۹۶۰ تأسیس شد.